# エリク・ビクファルヴィ
エリク・コスミン・ビクファルヴィ（ルーマニア語: Erik Cosmin Bicfalvi、ハンガリー語: Bikfalvi Erik、1988年2月5日 - ）は、ルーマニア・カレイ出身のプロサッカー選手。FCウラル・スヴェルドロフスク・オブラスト所属。ポジションはMF。スウェーデン人、マジャル人の子孫。ミドルシュートを得意とするセントラルミッドフィルダー。

## 来歴
2007年にステアウア・ブカレストへ加入。ゲオルゲ・ハジ監督の下で重用されるも、その後は出場機会に恵まれず、レンタル移籍や下部組織でのプレーを強いられた。イリエ・ドゥミトレスク監督の下で、貴重な戦力として復活しつつある。2012-13シーズンより、ウクライナのFCヴォリン・ルーツィクへ移籍する。

## タイトル
個人
- ウクライナ・プレミアリーグ得点王 2014–15